# Рока Монте Калво (Асколи Пичено)
Рока Монте Калво (итал. Rocca Monte Calvo) насеље је у Италији у округу Асколи Пичено, региону Марке.
Према процени из 2011. у насељу је живело 22 становника. Насеље се налази на надморској висини од 635 м.